# Beauvale Priory

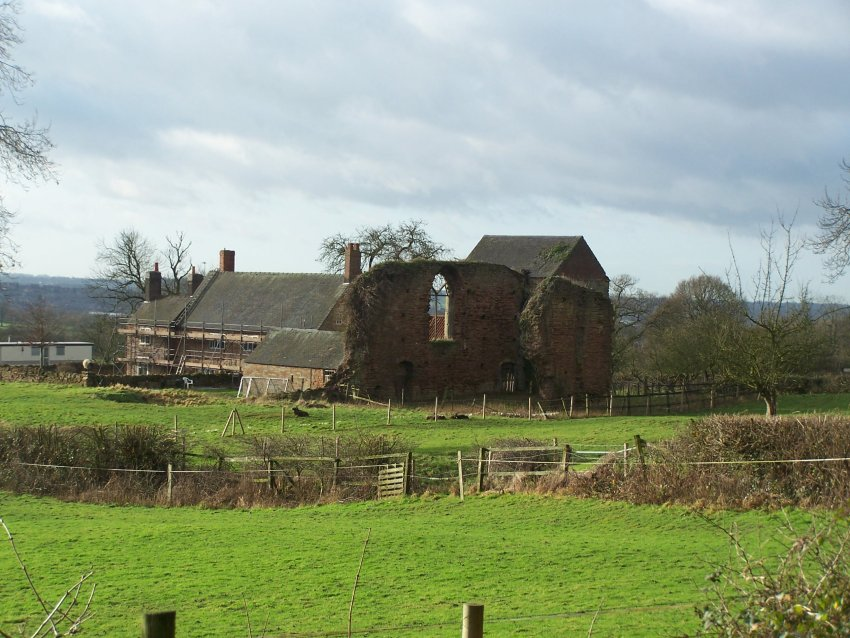

Beauvale Priory, auch Beauvale Charterhouse, war ein Kartäuserkloster in Beauvale, Nottinghamshire. Es ist Scheduled ancient Monument.

## Geschichte
Das Priorat wurde 1343 von Nicholas de Cantelupe (gest. 1355) zu Ehren der Heiligen Dreifaltigkeit gegründet. Es wurde ursprünglich für einen Prior und zwölf Mönche errichtet und war das dritte von neun Häusern, die der Kartäuserorden in England gründete. Die beiden früheren Häuser befanden sich in Witham Friary und Hinton in Somerset, es folgten das London Charterhouse, St. Anne’s bei Coventry, Kingston upon Hull und Mount Grace in Yorkshire, Epworth und Shene.
Nach dem Bruch der englischen Monarchie mit Rom weigerten sich die Kartäuser, die Vorherrschaft König Heinrichs VIII. über die Kirche anzuerkennen. Robert Lawrence, der damalige Prior von Beauvale, wurde am 4. Mai 1535 in Tyburn gemeinsam mit seinem Vorgänger John Houghton und anderen Märtyrern des Kartäuserordens hingerichtet. Papst Paul VI. sprach ihn 1970 als einen der Vierzig Märtyrer von England und Wales heilig.
Im Valor Ecclesiasticus von 1534 wurde für das Priorat ein Jahreseinkommen von £ 227 und 8 Schillingen angegeben, wovon nach Abzug der Ausgaben £ 196 und 6 Schillinge übrig blieben. Zu dieser Zeit kontrollierte das Priorat die Patronatsrechte der Kirchen von Greasley und Selston in Nottinghamshire, Bonby in Lincolnshire und Farnham in Yorkshire. Damit lag der Jahreswert dieses Klosters knapp unter 200 Pfund, der Grenze zur Auflösung der englischen Klöster, doch durch Zahlung der hohen Gebühr von 166 Pfund, 13 Schillingen und 4 Pence konnten die Mönche die Auflösung hinauszögern.
Das Priorat Beauvale wurde schließlich am 18. Juli 1539 zur Auflösung freigegeben. Die Übergabeurkunde wurde vom Prior Thomas Woodcock und sieben weiteren Mönchen unterzeichnet: John Langdale, William Welles, Alexander Lowthe, Edmund Garner, Robert Gowton (Proctor), Thomas Leyghton und Thomas Wallis. Prior Woodcock erhielt eine jährliche Pension von £26 13s 4d. Das Priorat und die meisten seiner Besitztümer wurden 1541 Sir William Huse aus London zugesprochen. Das Herrenhaus von Etwall, das zuvor dem Priorat gehörte, wurde 1540 Sir John Porte zugesprochen.

## Priore
- William, zurückgetreten 1404
- Richard de Burton, 1422 und 1426 erwähnt
- Thomas Metheley, 1468 erwähnt
- John Swift, 1478 erwähnt
- Thomas Wydder, 1482 erwähnt
- Nicholas Wartre, 1486 erwähnt
- John Houghton, 1531.[4]
- Robert Lawrence, hingerichtet 1535.[4]
- Thomas Woodcock, 16. Dezember 1537 – zurückgetreten 1539

## Heutige Nutzung
Es sind noch erhebliche Reste der Gebäude vorhanden und die gesamte Anlage wurde aufgrund der Vielzahl der erhaltenen Merkmale und ihres Seltenheitswerts als historisches Monument ausgewiesen. Die Anlage war eine der ersten, die am 10. April 1915 unter Denkmalschutz gestellt wurden, und die einzelnen Gebäude erhielten 1952 insgesamt den Status eines denkmalgeschützten Gebäudes. Die Überreste der Prioratskirche stehen unter Denkmalschutz, während das Torhaus und Teile der Grenzmauer separat als Gebäude der Kategorie II aufgeführt sind. Auf dem Gelände befindet sich auch das Abbey Farmhouse, das im 16. Jahrhundert erbaut und im 18. und 19. Jahrhundert erweitert wurde, wobei Material verwendet wurde, das größtenteils im Priorat abgebaut wurde.

## In der Literatur
Die Ruine des Priorats Beauvale war Schauplatz der historischen Kurzgeschichte A Fragment of Stained Glass von D. H. Lawrence.